# 直花水苏
直花水苏（学名：Stachys strictiflora），为唇形科水苏属下的一个植物种。